# HQ-9
Le HQ-9 est système de missiles sol-air (SAM) à guidage radar semi-actif à longue portée développé par la République populaire de Chine. La première version a été mise en service en 2001 et a connu de nombreuses évolutions et améliorations au cours de son histoire.

## Description
Le HQ-9 est un dérivé du S-300 russe. Justin Bronk décrit le missile comme une "conception hybride basée sur un SA-20 russe mais avec un radar, une tête chercheuse et des éléments C2 fortement influencés par la technologie américaine et israélienne". Les premiers HQ-9 peuvent utiliser le système de guidage Track-via-missile (en) qui permet de combiner le système de guidage directement intégré dans le missile avec d'autre systèmes de guidage au sol ce qui permet au missile d'avoir une précision bien plus importante.
Selon un article de 2001 de Defence International, le HQ-9 mesure 6,8 mètres. de long avec une masse de près de 2 tonnes. Les diamètres des premier et deuxième étages sont de 700 mm et 560 mm, respectivement. La masse de l'ogive est de 180 kg, et la vitesse maximale est de Mach 4,2. Comme sa contrepartie Russe les missiles du HQ-9 utilisent le système de lancement froid. Le HQ-9 peut utiliser des radars de contrôle de tir d'autres systèmes SAM chinois.
Une batterie comprend la plupart du temps un poste de commandement, un radar de veille à balayage électronique en bande S, un radar d'acquisition et six à huit transporteurs-érecteurs-lanceurs (TEL). Sur sa version initiale chaque TEL transporte 4 tubes à missile ce qui fait entre 24 et 32 missiles prêts à être tirés par une seule batterie ; mais certaines versions ont été aperçues avec 6 ou 8 tubes. Le radar permet une surveillance et un suivi à 360 degrés jusqu'à 100 cibles, avec la possibilité d'en engager six à huit simultanément, selon la configuration.

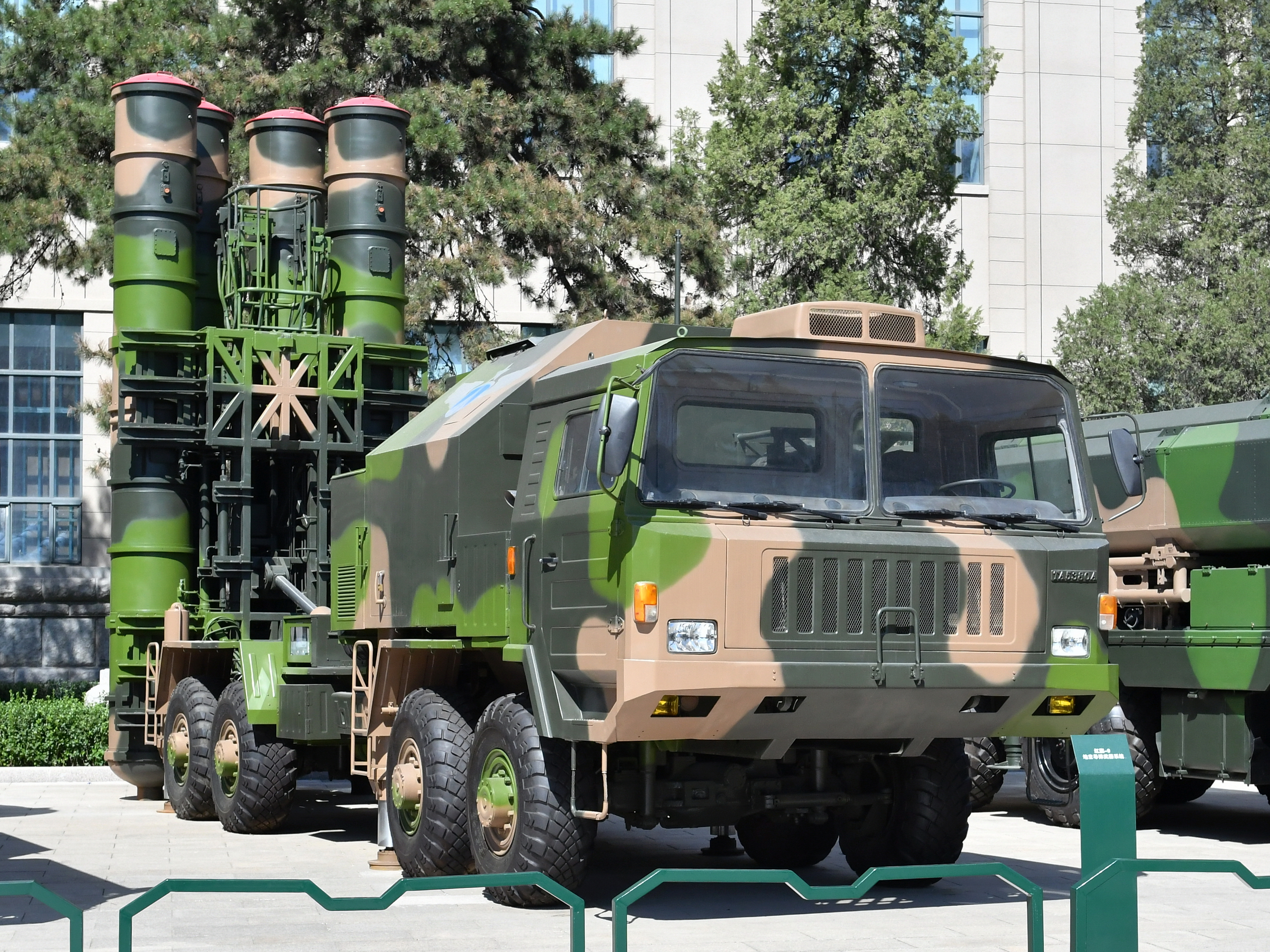
Missiles sol-air HQ-9

## Variantes
Défense aérienne
- HQ-9

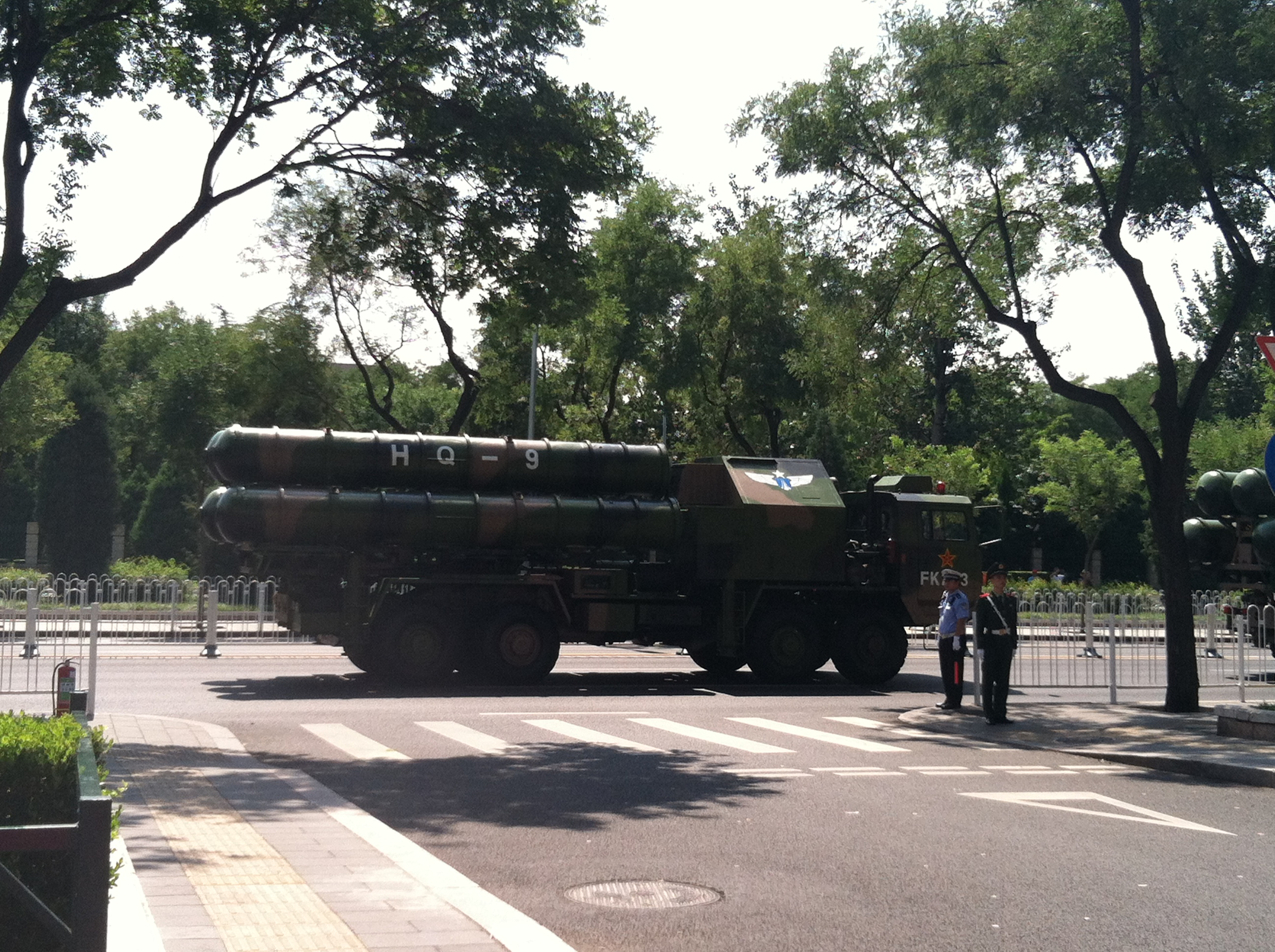
HQ-9 après le 70e anniversaire du défilé de la fin de la Seconde Guerre mondiale à Pékin.

- HHQ-9 - Variante navale tirs en surface.
- HQ-9A - Version améliorée, testée pour la première fois en 1999 et mise en service en 2001[5].
- HQ-9B  - Version améliorée avec 300 km de portée et un ajout d'un traqueur infrarouge passif. Elle aurait été testée en février 2006.
- FK-2000 - Variante antiradiations.

Défense antimissile balistique et antisatellite
- HQ-19 - Variante de missile antibalistique, qui aurait été conçue pour contrer les missiles balistiques. Il cible les missiles balistiques dans leurs phases intermédiaire et terminale, et il est comparable au système THAAD américain[6]. Le missile pourrait avoir "commencé des opérations préliminaires" d'ici 2018[7].

Export
- FD-2000 - Variante d'exportation avec une portée de 125 km. Peut être équipée d'un radar passif YLC-20 contre des cibles furtives[8]. Il peut utiliser le radar d'acquisition de cible HT-233, le radar de recherche à basse altitude de type 120 et le radar de recherche AESA de type 305A[9].
- HQ-9 / P - Variante personnalisée pour le Pakistan. Portée de près de ≥125 km pour l'interception contre les missiles de croisière[10].

## Intérêts étrangers

### Turquie
Le HQ-9 était un concurrent du programme turc T-LORAMIDS, et il aurait été déclaré vainqueur en septembre 2013. Les États-Unis ont répondu en bloquant les fonds pour intégrer le système chinois dans les défenses de l'OTAN. Cependant, jusqu'en 2013, il n'y avait aucune confirmation que l'accord avait été finalisé,,. En février 2015, la Grande Assemblée nationale de Turquie a été informée par le ministère de la Défense nationale que l'évaluation des offres était terminée et que le système choisi serait utilisé par la Turquie sans intégration à l'OTAN ; le système n'a pas été explicitement nommé. Cependant, d'autres responsables turcs ont signalé qu'aucun gagnant n'avait été sélectionné. Plus tard, des responsables turcs ont révélé que des négociations étaient en cours avec plusieurs soumissionnaires; l'offre chinoise n'avait pas satisfait aux exigences en matière de transfert de technologie. En mars 2015, un article du China Daily rapportait qu'il était "bien connu que le système chinois FD-2000, un modèle HQ-9 pour l'exportation, avait été choisi pour le contrat avec la Turquie en 2013" sur la base des commentaires d'un représentant du CPMIEC. au Salon international maritime et aérospatial de Langkawi 2015; l'article était intitulé de manière trompeuse "Vente de missiles à la Turquie confirmée". En novembre 2015, la Turquie a confirmé qu'elle n'achèterait pas le HQ-9, optant plutôt pour un système développé localement.

### Iran
En juillet 2025 à la suite de la guerre Iran-Israël plusieurs informations indiquent que l'Iran serait en discussion avec la Chine pour l'acquisition de systèmes HQ-9B pour compléter sa défense aérienne. Mais aucune information officielle n'a confirmé ces échanges.

## Historique de fonctionnement

### Chine
En juillet 2015, l'APL a déployé le HQ-9 près du Cachemire le long de la Ligne de Contrôle Réel en vue d'un éventuel conflit territorial avec l'Inde. Les systèmes de défense aérienne ont été envoyés sur l'aérodrome de Hetian situé au sud de la région du Xinjiang, qui n'est qu'à 260 km de la région du Cachemire. Selon Kanwa Defence Review, un magazine en langue chinoise basé au Canada, des véhicules radar de missiles de défense aérienne HQ-9 ont été repérés à la base et évalués qu'ils sont destinés à défendre la frontière occidentale de la Chine contre toute frappe aérienne potentielle lancée par l'aviation Indienne.
Le 17 février 2016, le ministère taïwanais de la Défense a déclaré avoir "appris l'existence d'un système de missiles de défense aérienne déployé" par les Chinois sur Woody Island dans les îles Paracels. Il n'a pas précisé combien de missiles avaient été déployés ni quand, mais a déclaré à la BBC qu'ils seraient capables de cibler des avions civils et militaires du Vietnam ou des Philippines. Le commandant de la flotte américaine du Pacifique a confirmé le déploiement à l'agence de presse Reuters. L'amiral Harry Harris a déclaré qu'une telle décision serait "une militarisation de la mer de Chine méridionale d'une manière" que le président chinois Xi Jinping s'était engagé à ne pas faire.

#### Déploiement en mer de Chine méridionale
Le secrétaire en chef du cabinet japonais, Yoshihide Suga, a déclaré qu'il y avait "de sérieuses inquiétudes" concernant "la décision unilatérale de la Chine de changer le statu quo" dans la région, et "nous ne pouvons pas accepter ce fait". Les images satellite montrent, en gros plan, une section de plage, dont la forme ressemble à la côte nord de l'île Woody/Yongxing dans les îles Paracels telle qu'elle apparaît sur d'autres images, et indiquent deux batteries de missiles. Chaque batterie est composée de quatre lanceurs et de deux véhicules de contrôle. Deux des lanceurs semblent avoir été érigés, indique le rapport. Fox News a cité un responsable américain de la défense disant que les missiles semblaient être le système de défense aérienne HQ-9, avec une portée d'environ 200 km,.

### Pakistan
L'armée pakistanaise exploite la variante HQ-9/P. Les négociations pour l'achat des HQ-9 et HQ-16 par le Pakistan ont commencé début 2015. Les missiles sont officiellement entrés en service le 14 octobre 2021.

## Opérateurs
République populaire de Chine
- Force aérienne de l'Armée populaire de libération - 240 en service en 2023[24]
- Marine de l'Armée populaire de libération - 16 en service en 2023[25]

 Maroc
- Forces armées royales marocaines[26],[27],[28],[29]

 Turkménistan
- Armée de l'air turkmène[30]

 Ouzbékistan
- Forces aériennes et de défense aérienne d'Ouzbékistan[30]

 Pakistan
- Armée pakistanaise
- Armée de l'air pakistanaise

 Algérie
- Armée nationale populaire[31]

 Égypte
- Forces de la défense aérienne égyptienne[32]